# Jan Le Loup
Jan Le Loup, död 1607, var en flamländsk man som avrättades för häxeri.
Han greps sedan han hade utpekats av Henry Gardinn för att ha övertalat denne att bli varulv och trollkarl och gå i tjänst hos Satan. Han torterades till att erkänna att han hade slutit ett kontrakt med Satan, haft homosexuellt samlag med Satan och sedan blivit trollkarl och varulv. 
Han dömdes till att strypas och brännas. 